# اسکله (فیلم)
اسکله (به فرانسوی: La Jetée) فیلم علمی-تخیلی فرانسوی به کارگردانی کریس مارکر و محصول سال ۱۹۶۲ میلادی است. این فیلم از مجموعه‌ای از عکس‌های ثابت تشکیل شده است و روایتگر داستانی پسا-رستاخیزی با موضوع سفر در زمان است.
اسکله الهام‌بخش ساخت فیلم ۱۲ میمون، در سال ۱۹۹۵ بود. کامران شیردل نیز گفته‌است که فیلم قلعه را با الهام از کاری که مارکر در این فیلم کرده و بدون دیدن این فیلم ساخته‌است.